# Scooby-Doo a cirkus vlkodlaků
Scooby-Doo a cirkus vlkodlaků (v anglickém originále Big Top Scooby-Doo!) je americký animovaný komediální mysteriózní film z roku 2012 režiséra Bena Jonese a scenáristy Douga Langdalea. Jedná se o osmnáctý díl série filmů Scooby-Doo, které byly natočeny přímo na DVD. Film byl vydán 9. října roku 2012 společností Warner Home Video a televizní premiéru měl 8. září 2012 na Cartoon Network ve Spojených státech.

## Příběh
Parta vyráží nabrat nové síly na dovolenou do Atlantic City. Navštíví místní šapito, které sužuje skupina vlkodlaků. Rozhodnou se zde zůstat a za pomoci převleků nestvůry odhalit.

## Obsazení
- Frank Welker jako Scooby-Doo, Fred Jones
- Matthew Lillard jako Shaggy Rogers
- Grey DeLisle jako Daphne Blake
- Mindy Cohn jako  Velma Dinkley
- Craig Ferguson jako  Whitney Doubleday
- Jess Harnell jako lidský Scooby-Doo, strážce
- Jim Meskimen jako Phil Flaxman, detektiv
- Peter Stormare jako Wulfric von Rydingsvard
- Maurice LaMarche jako Archambault
- Greg Ellis jako Marius Brancusi
- Jeff Dunham jako Schmatko, dirigent
- Carlos Ferro jako Oliverio, Sisko
- Hynden Walch jako Lena, Joan
- Candi Milo jako Jean